# Như một huyền thoại
Như một huyền thoại là một bộ phim điện ảnh truyền hình được thực hiện bởi Hãng phim Truyền hình Thành phố Hồ Chí Minh, Đài Truyền hình Thành phố Hồ Chí Minh do Lê Hoàng Hoa làm đạo diễn. Tái hiện hình ảnh nữ anh hùng Võ Thị Sáu. Phim được ra mắt lần đầu vào năm 1995.

## Nội dung
Chuyện phim tái hiện hình ảnh nữ anh hùng Võ Thị Sáu - người con gái dũng cảm tham gia cách mạng rất sớm để chiến đấu bảo vệ xóm làng. Trong vụ ném lựu đạn giết tên Cai tổng thân Pháp gây tội ác với nhân dân miền Đất Đỏ, chị đã bị bắt và bị xử tử hình. Ngày ra pháp trường, đối diện với cái chết, chị vẫn ngẩng cao đầu không khuất phục.
Phim mở đầu với cảnh một nhóm người, trong đó có ông Tám Thanh, ông Thịnh và ông Henry, đi tàu ra Côn Đảo để viếng thăm mộ nữ anh hùng Võ Thị Sáu. Câu chuyện sau đó kể về cuộc đời của Sáu, cô sinh ra trong một gia đình nghèo tại Đất Đỏ, tỉnh Bà Rịa – Vũng Tàu, cha cô làm nghề đánh xe ngựa, mẹ cô bán bún bò trong chợ, hai anh trai của cô đều tham gia lực lượng Việt Minh chống thực dân Pháp.
Gia đình Sáu thường bí mật tiếp tế cho hai anh trong khi một quan chức ác ôn trong vùng là Cai tổng Tòng luôn để mắt đến họ. Sớm - một thành viên trong Việt Minh - đã phản bội và làm người chỉ điểm cho quân đội Quốc gia. Một trung đội của Quốc gia được huy động để đột kích phe Việt Minh. Sáu biết chuyện liền lén lấy xe ngựa của cha đến chiến khu trong rừng báo tin cho những người kháng chiến. Nhờ có Sáu cảnh báo kịp thời mà lực lượng Việt Minh do ông Tám Thanh chỉ huy đã tổ chức mai phục, gây thương vong cho quân Quốc gia. Cuộc đột kích thất bại khiến Cai tổng Tòng tức giận bắn chết Sớm. Sáu trở thành đội viên Đội Công an xung phong Đất Đỏ.
Ông Tám giao cho Sáu nhiệm vụ ám sát Cai tổng Tòng vào ngày nhà hắn đãi tiệc đón tiếp các quan Pháp. Sáu dễ dàng vào nhà Cai tổng Tòng với vai trò phụ nấu ăn, cô đã ném lựu đạn giết chết hắn cùng với một số quan chức khác. Cô không may bị bắt trong lúc tẩu thoát. Từ khi Sáu bị bắt, Việt Minh đã thực hiện nhiều cuộc tấn công ở Đất Đỏ. Tòa án binh Pháp đưa Sáu ra xét xử và tuyên án tử hình cô. Thực dân Pháp sau đó giam giữ cô tại nhà tù Côn Đảo. Ngày 23 tháng 1 năm 1952, Sáu bị tử hình. Cô được xem là một biểu tượng Liệt nữ Anh hùng tiêu biểu trong cuộc kháng chiến chống Pháp. Năm 1993, cô được nhà nước Việt Nam truy tặng danh hiệu Anh hùng Lực lượng vũ trang nhân dân.

## Diễn viên
- Lê Minh Thu vai Võ Thị Sáu
- NSND Hồng Vân vai Bà Năm Hợi
- NSND Việt Anh vai Ông Năm Hợi
- Bảo Anh vai Tám Thanh
- NSƯT Thanh Hoàng vai Bồi Thịnh
- Robert Hải vai Henry
- Lê Vũ Cầu vai Cai Tổng Tòng
- Mai Thanh Dung vai Vợ Cai Tổng Tòng
- Thanh Ngọc vai Chí
- Trường Thịnh vai Anh Năm
- Lý Sâm vai Anh Ba

Và một số diễn viên khác...

## Sản xuất
Phim được đạo diễn bởi Phan Vũ, khởi quay ở Bà Rịa - Vũng Tàu và được Nghệ sĩ nhân dân Đoàn Quốc đảm nhận vai trò quay phim. Kịch bản được đảm nhiệm bởi nhà văn Nguyễn Quang Sáng, người đoạt Giải thưởng Hồ Chí Minh năm 2000. Còn ca khúc trong phim được soạn bởi người con trai là ông Nguyễn Quang Dũng , sau này là một đạo diễn nổi tiếng và nhạc sĩ Bảo Chấn. Lê Minh Thu xuất thân là một nghệ sĩ múa đảm nhận vai diễn chính của phim.